# Triossido di dirutenio
Il triossido di dirutenio, o ossido di rutenio(III), è il composto chimico con formula Ru2O3, dove il rutenio ha stato di ossidazione +3. Si tratta di un ossido di rutenio che non è mai stato ottenuto con certezza. Esiste solo in forma idrata, Ru2O3•xH2O, un solido nero che si ottiene trattando soluzioni contenenti RuCl3•3H2O con idrossido di sodio. Ru2O3•xH2O è instabile: non è possibile disidratarlo e si ossida facilmente a Ru(IV).
Gli ossidi stabili e importanti del rutenio sono RuO2 e RuO4.